# Napa (Californie)
Pour les articles homonymes, voir Napa.
Napa est une ville de Californie, siège du comté de Napa, aux États-Unis. La municipalité constitue la localité principale de la région métropolitaine incluant le comté. La ville comptait 79 246 habitants en 2020. Les premiers pionniers européens arrivèrent dans la région dans les années 1830. La localité obtint le statut de municipalité en 1872.
Le 31 décembre 2005, la Napa River déborde de son lit : le centre-ville et des milliers d'hectares à travers le comté sont inondés, entraînant l'évacuation de plus de 4 000 résidents et l'inondation et la destruction de plus de 1 000 maisons.

## Géographie et environnement

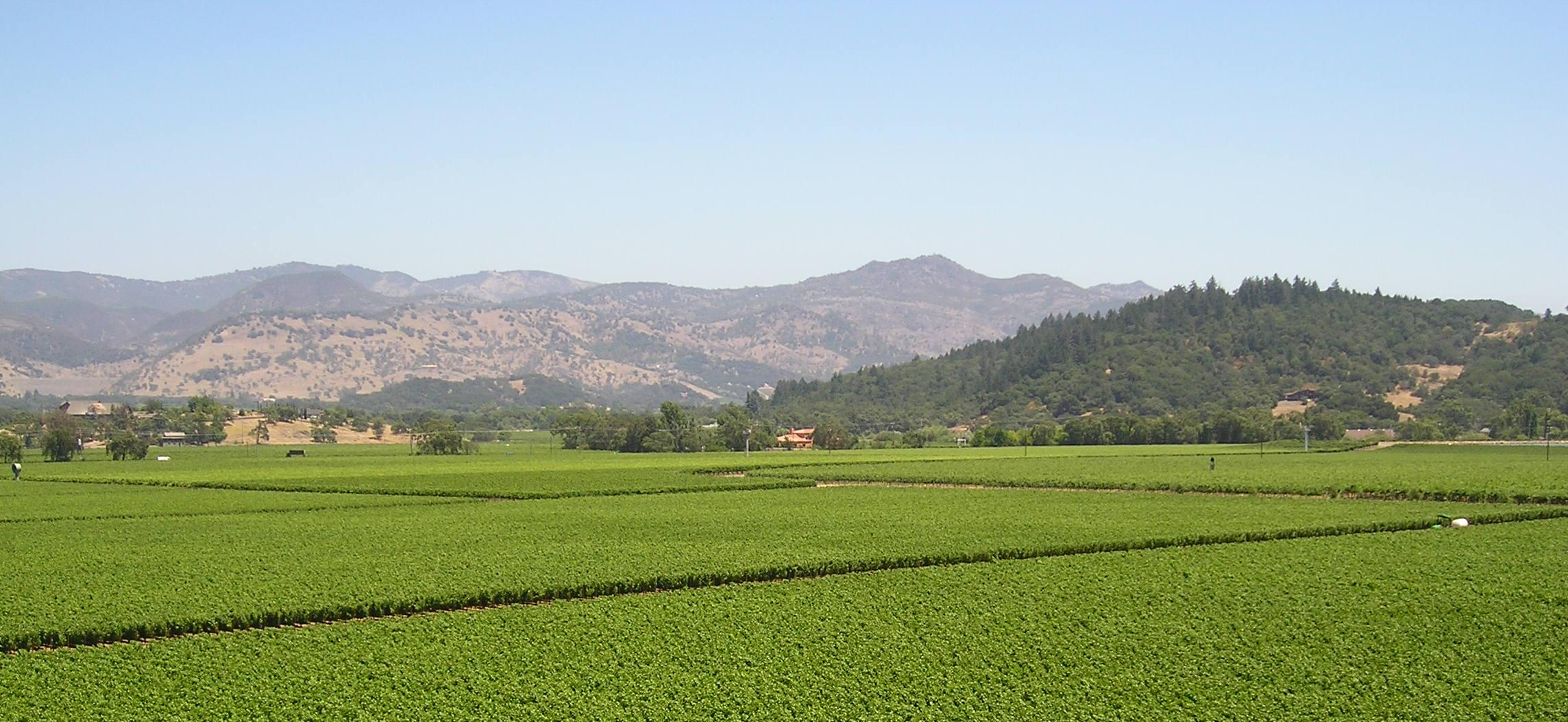
La Napa Valley en été.

D'après le Bureau du recensement des États-Unis, la ville s'étend sur 46,1 km2 (17,8 mi2), dont 45,8 km2 (17,7 mi2) de terre ferme et 0,2 km2 (0,1 mi2) soit 0,51 % d'eau. La Napa River traverse la ville pour aller se jeter dans la baie de Suisin. La ville a mis en place plusieurs programmes d'aménagement des berges de la Napa River, y compris des opérations de renforcement menées par le Corps du génie de l'armée des États-Unis. Un projet de lutte contre les crues de la Napa River est en cours depuis la fin des années 1990, en vue de limiter les risques d'inondation du centre-ville.
Napa possède un aéroport (Napa County Airport, code AITA : APC).

## Histoire
Le nom de Napa vient probablement de celui d'un petit village indien autrefois situé au sud de la ville, village dont les habitants partagèrent les environs avec élans, biches et grizzlis durant des siècles. Au moment de la première exploration officielle de la vallée en 1823, il n'y avait qu'une centaine d'Indiens. Le père José Altimura, fondateur de la mission de Sonoma, mena l'expédition. L'endroit resta sous contrôle espagnol et mexicain jusqu'à la révolution qui mena à la création de la république de Californie, la vallée devenant ainsi l'un des premiers endroits en Californie où des paysans américains s'installèrent (en 1830).
Quand la Californie reçut le statut d'État, la vallée de Napa était sur ce territoire californien, dans le district de Sonoma. En 1850 lors de la création  des comtés, Napa devint l'un des premiers de Californie, et en 1851 le premier palais de justice fut érigé. Vers 1870, la plupart des Indiens habitant la vallée étaient morts de la variole et d'autres maladies amenées par les colons. Le peu qui resta fut finalement emmené dans la vallée d'Alexander, où quelques-uns de leurs descendants résident encore à présent, dans des réserves fédérales.
Les limites de la ville de Napa furent officiellement établies en 1848 par Nathan Coombs sur la propriété qu'il avait reçue de Nicolas Higuerra, propriétaire de la concession espagnole. Le premier commerce ouvrit dans cette nouvelle ville en 1849.
Ce fut la ruée vers l'or dans la deuxième moitié du XIXe siècle qui donna une impulsion décisive à Napa. Après de rudes hivers dans les mines d'or, les mineurs trouvaient refuge dans cette ville loin des neiges, des inondations et des maladies.
Un camp fut mis en place le long de la rue principale. Il y avait du travail pour des chercheurs d'or malheureux. Le bétail des ranchs avait besoin d'être gardé, et l'industrie du bois était en pleine expansion. Les scieries de la vallée transformaient le bois amené dans la ville, puis l'expédiaient par flottage vers Benicia et San Francisco.
Au milieu du siècle, la rue principale de Napa était comparable à celles de plusieurs grandes villes. On pouvait y voir plus d'une centaine de selles de cheval accrochées aux barrières l'après-midi. Les hôtels étaient bondés, l'argent et l'or coulaient à flots. Les saloons et les salles de jeu étaient nombreux, mais c'est à ce moment que la culture fit ses premiers pas dans la ville. On construisit un lycée, une bibliothèque, un opéra, une association d'émulation de l'agriculture fut créée, témoignant d'un développement culturel de la communauté.
En 1858 la grande ruée vers l'argent commença dans la vallée de Napa, et les mineurs affluèrent vers les collines plus à l'est. On poursuivit ensuite les opérations de minage du mercure dans de nombreux endroits de la région. La mine la plus célèbre fut celle de Silverado, située sur le flanc du mont Saint Helena : elle fut immortalisée par 
Robert Louis Stevenson dans son classique Les Squatters de Silverado.
Au XXe siècle, la ville de Napa devint le centre économique de la vallée de Napa. Alors que l'agriculture et la production de vin se développaient au nord, la plupart de la petite industrie, des banques et des commerces du comté évoluèrent dans la ville même de Napa, voire au début le long de la Napa River sur le centre ville historique. Encore aujourd'hui la majorité du comté vit à Napa. Le programme de développement économique a continué de soutenir l'industrie du vin et l'agriculture de la vallée jusqu'à aujourd'hui.

## Démographie
| Groupe            | Napa | Californie | États-Unis |
| ----------------- | ---- | ---------- | ---------- |
| Blancs            | 75,1 | 57,6       | 72,4       |
| Autres            | 17,2 | 17,0       | 6,2        |
| Métis             | 3,8  | 4,9        | 2,9        |
| Asiatiques        | 2,3  | 13,1       | 4,8        |
| Afro-Américains   | 0,6  | 6,2        | 12,6       |
| Amérindiens       | 0,8  | 1,0        | 0,9        |
| Océaniens         | 0,2  | 0,4        | 0,2        |
| Total             | 100  | 100        | 100        |
|                   |      |            |            |
| Latino-Américains | 37,6 | 37,6       | 16,7       |

Selon l’American Community Survey pour la période 2010-2014, 62,53 % de la population âgée de plus de 5 ans déclare parler l'anglais à la maison, 33,64 % déclare parler l'espagnol et 3,83 % une autre langue.
| 1850 | 1870  | 1880  | 1890  | 1900  | 1910  |
| ---- | ----- | ----- | ----- | ----- | ----- |
| 159  | 1 879 | 3 731 | 4 395 | 4 036 | 5 791 |

| 1920  | 1930  | 1940  | 1950   | 1960   | 1970   |
| ----- | ----- | ----- | ------ | ------ | ------ |
| 6 757 | 6 437 | 7 740 | 13 579 | 22 170 | 36 103 |

| 1980   | 1990   | 2000   | 2010   | 2020   | - |
| ------ | ------ | ------ | ------ | ------ | - |
| 50 879 | 61 842 | 72 585 | 76 915 | 79 246 | - |

## Jumelages
Casablanca Valley (Chili)
 Iwanuma (Japon)
 Launceston (Australie)
 Montalcino (Italie)

## Résidents renommés
- Robert Redford (occasionnellement), acteur
- Ray Manzarek de The Doors, pianiste
- Robin Williams, acteur

## Dans la culture populaire
La série télévisée Mom se déroule à Napa.